# Tycherus juvenilis
Tycherus juvenilis är en stekelart som först beskrevs av Wesmael 1848.  Tycherus juvenilis ingår i släktet Tycherus och familjen brokparasitsteklar. Inga underarter finns listade i Catalogue of Life.